# ۱۴۲ (عدد)
۱۴۲(صد و چهل و دو) یک عدد طبیعی است که بعد از ۱۴۱ و قبل از ۱۴۳ قرار دارد.